# Tesalia
Tesalia (gr. Θεσσαλία – trl. Thessalía) – kraina historyczna i region administracyjny współczesnej Grecji położona nad Morzem Egejskim na południe od Macedonii.

## Warunki naturalne
Dużą część Tesalii zajmuje Nizina Tesalska. Są to tereny pagórkowate,  otoczone przez górujące nad nimi masywy górskie:
- od północy – Olimp
- od zachodu – Pindos
- od południa – Otris
- od wschodu – Ossa i Pelion

Największą rzeką Tesalii jest uchodząca do Morza Egejskiego rzeka Pinios (Penejos).

## Region administracyjny Tesalia

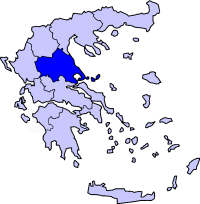
Region administracyjny Tesalia

Współcześnie teren Tesalii zajmuje region administracyjny ze stolicą Larisa.

## Historia
- w roku 344 p.n.e. podbita przez króla Macedonii Filipa II
- w roku 197 p.n.e. na pewien czas odzyskała niepodległość po zwycięstwie Rzymian nad Macedończykami w bitwie pod Kynoskefalai
- później weszła w skład rzymskiej prowincji Macedonia
- w XIII wieku tworzyła księstwo Tesalii, powstałe po IV wyprawie krzyżowej
- Od 1881 roku w składzie niepodległej Grecji.